# Blonder Tango
Blonder Tango ist ein auf dem 1982 erschienenen gleichnamigen Roman von Omar Saavedra Santis basierender DEFA-Spielfilm. Regie führte Lothar Warneke. Die Inszenierung wurde am 10. April 1986 uraufgeführt.

## Handlung
Der Chilene Rogelio musste nach dem Putsch in Chile 1973 seine Heimat verlassen. Er hat in der DDR Asyl gefunden und arbeitet als Beleuchter eines kleinen Theaters. Er leidet unter sozialer Isolation. Um seinen in Chile gebliebenen Angehörigen eine Freude zu machen, erfindet er eine Braut und schließlich sogar ein gemeinsames Kind und schickt Fotos fremder Kinder nach Hause. Aus den Briefen seiner Mutter erfährt er, dass alle Angehörigen sich über sein Wohlbefinden und den Familienzuwachs freuen. Doch mit der Zeit wird es immer schwieriger, das Lügengebäude aufrechtzuerhalten. Am Ende erfährt Rogelio, dass seine Mutter schon vor Jahren gestorben ist und die Briefe unter ihrem Namen von den Verwandten geschrieben wurden, die ihn mit dieser schrecklichen Tatsache nicht belasten wollten.

## Kritik
„[Dem Regisseur] gelang trotz Beibehaltung der schwierigen Erzählstruktur – mehrere Zeitebenen, Rückblenden und Traumsequenzen – ein wunderbar einfacher, zutiefst anrührender und spannender Film, der nicht nur die Begrenztheit unseres gewöhnlichen Alltagslebens durchbricht, sondern auch die Grenze zwischen Tragik und Komik fließend werden läßt. Lachend und weinend lernt man vor allem begreifen, daß sich Solidarität nicht in verbalem Verständnis und materieller Hilfe erschöpft.“

„Lothar Warnekes besondere Stärke, seine ganze Sensibilität und seine ungebrochene Moral offenbaren sich im liebevoll erfaßten, sorgfältig und genau gearbeiteten Detail. Dort zeigen sich auch die großen Schönheiten und tiefen Wahrheiten dieses Films, der seine Zugänge anfangs nur zögernd öffnet, am deutlichsten.“

## Auszeichnungen
- 1986: Bester Film auf dem 4. Nationalen Spielfilmfestival der DDR
- 1986: Findlingspreis für Lothar Warneke
- 1986: Bester Hauptdarsteller: Alejandro Quintana Contreras
- 1986: Beste Nebendarstellerin: Johanna Schall
- 1987: Bester DEFA-Film (Kritikerpreis des Verbandes der Film- und Fernsehschaffenden der DDR)
- 1987: Bester Hauptdarsteller: Alejandro Quintana Contreras (Kritikerpreis des Verbandes der Film- und Fernsehschaffenden der DDR)

## Überlieferung
Eine DVD-Edition liegt bis heute (2018) nicht vor.